# ابن ملكا البغدادي
ابن ملكا البغدادي (480 هـ - 560 هـ / 1087م - 1165م)
أبو البركات هبة الله بن علي بن ملكا البغدادي، طبيب وفيلسوف اشتهر في القرن السادس الهجري / الثاني عشر الميلادي. لقب بأوحد الزمان، وعرفهُ عامة الناس باسم البلدي. ولد ونشأ في مدينة البصرة، ثم سافر إلى بغداد وعمل في قصور الخليفتين العباسيين المقتدي، والمستنصر، ولُقب بفيلسوف العراقيين في عصره.

## حياته
ولد ابن ملكا البغدادي في أسرة من أصل يهودي وترعرع بين آل ملته، ولكنه اعتنق الإسلام وتفقه فيه، وصار متمكنا في العلوم التطبيقية. كان لابن ملكا البغدادي اهتمام بالطب في صغره، حتى إنه صار يجلس عند باب كبير الأطباء في زمانه وهو الحسن سعيد بن هبة الله بن الحسين يستمع لشرحه لطلابه كي يتعلم مهنة الطب. كان الحسن من المشايخ المتميزين في صناعة الطب، وكان له تلاميذ عدة يأتون إليه كل يوم للقراءة عليه، وكان يرفض أن يحضر مجلسه يهوديا أصلا[بحاجة لمصدر]. كان ابن ملكا يريد أن يجتمع به، وأن يتعلم منه، وحاول ذلك بكل الطرق، فلم يقدر على ذلك، فكان يتخادم للبواب الذي له، ويجلس في دهليز الشيخ بحيث يسمع جميع ما يقرأ عليه، وما يجري معه من البحث، وهو كل ما سمع شيئا تفهمه وعلقه عنده.
ذات مرة كان الشيخ الكبير يناقش مسألة مع طلبته محاولا الحصول على الإجابة، فصعب ذلك على الشيخ وعلى تلاميذه. وبقوا مدة يتداولون هذه المسألة واحدا بعد الآخر حتى عرف ابن ملكا حل هذا المشكلة. فلما كان بعد مدة سنة أو نحوها. جرت مسألة عند الشيخ، وبحثوا فيها فلم يعثروا لها عن جواب وبقوا متطلعين إلى حلها. فلما تحقق منها أبو البركات، دخل وخدم الشيخ، وقال: عن أمر مولانا أتكلم في هذه المسألة؟ فقال: قل إن كان عندك فيها شيء فأجاب عنها بشيء من كلام جالينوس، وقال: هذا جرى في اليوم الفلاني من الشهر الفلاني، في ميعاد فلان، وعلق بخاطري من ذلك اليوم. فبقي الشيخ مستعجبا من ذكائه وحرصه، وطلب منه أن يخبره عن الوضع الذي كان يجلس فيه ويستمع إلى هذه الدروس، فأعلمه به. فقال: من يكون بهذه المثابة ما نستحل أن نمنعه من العلم، وقربه من ذلك الوقت، وصار من أجل تلاميذه.
اشتهر ابن ملكا البغدادي بجرأته في مداواة المرضى، فكان لا يتردد في أخذ القرارات في إجراء العمليات الجراحية الخطيرة، كما كان ينصح طلابه بأن الطبيب الناجح إذا اقتنع بأن ليس لديه حل بديل عن إجراء العملية الجراحية، فإنه لا يجب أن يعطي المريض الانطباع في أنه ليس مقتنعا، حتى لا يجعل المريض متخوفا، وربما يقوده تخوفه إلى صعوبة شفائه.

## من أقواله وحكمه
الحق يقال، إن لكل واحدٍ في الناس لهُ في حياتهِ إيجابيات وسلبيات، ولم يبلغ أحد درجة الكمال إلا الأنبياء، لذلك أُخذت على ابن ملَكا بضعة مآخذ، أخذت عنهُ قبل إسلامه، منها كبرياؤه وقد وصفه بعضهم شعراً في ذلك، ومن هذه النصائح والتي أوردها البيهقي في كتابهِ (تاريخ حكماء الإسلام) قوله:
- الخطيب هو الذي تصدر عنهُ الخطابة، ومن شرطه أن يكون متنسكاً متعسفاً فصيحاً بليغاً، يقدر على استمالة السامعين واستدراجهم، ويعرف أخلاق الناس، ويكلمهم على قدر عقولهم.
- الخير الحقيقي أربعة (العفة، الشجاعة، الحكمة والعدالة).
- سعادة الدنيا لطف الحواس.
- الشهوات أجر تستخدم بها النفوس في عمارة عالم الطبيعة لتذهل عما يلزمها من التعب، ويلحقها من الكلال، فأعلمها في ذلك أخسّها، وأزهدها أحسها.

## مؤلفاته
1. كتاب المعتبر في الحكمة عدة أجزاء، من أشهر وأهم كتبه، تحدث فيه عن النبات والحيوان، والحكمة الإلهية، والطبيعيات، طبع منه الجزء الأول في حيدر آباد عام 1357هـ، وهو في الحكمة
2. مقالة في سبب ظهور الكواكب ليلاً واختفائها نهاراً.
3. اختصار التشريح من كلام جالينوس.
4. كتاب الأقراباذين (ثلاث مقالات).
5. مقالة في الدواء الذي ألفه برشعثا، استقصى فيه صفته وشرح أدويته.
6. مقالة (أمين الأرواح)، في دواء على شكل معجون.
7. رسالة في العقل وماهيته.
8. كتاب النفس.
9. كتاب التفسير.

## ابن ملكا والفيزياء
يقول هبة الله بن ملكا البغدادي في كتابه «المعتبر في الحكمة»: (.. فعلى هذا يسهل طريق التعليم الحكمي الذي يكون بالنظر والاستدلال، وهذا القانون بعينه يستعمل في هذا العلم المسمى بالعلم الطبيعي المنسوب إلى الطبيعية، وهو المشتمل على العلم يساير المحسوسات من الحركات والتحركات والمحركات، وما مع الحركات وبالحركات والمتحركات وفي المتحركات من الآثار المحسوسة).
ويمضي ابن ملكا في الورقة الخامسة من نفس المخطوط يقول: (.. وقوم سموا بالطبيعية كل قوة جسمانية، أعني كل مبدأ فعل يصدر عن الأجسام مما وجوده فيها، فتكون الأمور الطبيعية هي الأمور المنسوبة إلى هذه القوة، أما على أنها موضوعات لها، وكما يصدر عنها كالأجسام، فيقال أجسام طبيعية، وإما آثار وحركات وهيئات صادرة عنها كالألوان والأشكال.
والعلوم الطبيعية هي العلوم الناظرة في هذه الأمور الطبيعية، فهي الناظرة في كل متحرك وساكن، وما عنه، وما به، وما منه، وما إليه، وما فيه الحركة والسكون. والطبيعيات هي الأشياء الواقعة تحت الحواس من الأجسام وأحوالها، وما يصدر عنها من حركاتها وأفعالها، وما يفعل ذلك فيها، من قوى وذوات غير محسوسة، فالعلم يتعرض لأظهرها فأظهرها أولاً، ويترقى منه إلى الأخفى فالأخفى..).

## ابن ملَكا وعلوم الميكانيك
في كتاب ابن ملَكا «المعتبر في الحكمة» نصوص هامة تختص بحركة الأجسام، ومنها:
- أنواع الحركة: يشير ابن ملكا إلى نوعين من الحركة، هما الحركة الطبيعية والحركة القسرية، حيث يقول: «... فإن الحركة أما طبيعية وإما قسرية، والقسرية يتقدمها الطبيعية، لأن المقسور إنما هو مقسور عن طبعه إلى طبع قاسره، فإذا لم يكن حركة بالطبع لم يكن حركة بالقسر، والطبيعية إنما تكون عن مباين بالطبع إلى مناسب بالطبع، أو إلى مناسب أنسب من مناسب..».

يقول د. علي الدفاع «يقصد ابن ملَكا بالحركة الطبيعية حركة الجسم تحت تأثيره قوة الجاذبية الأرضية، حيث أن الجسم يسعى في طلب وضعه الطبيعي عند مركز الأرض، ومن ثم جاءت تسمية هذا النوع من الحركات عن تعريض الجسم لمحرك خارجي يجبره على تغيير مكانه أو وضعه، مثال ذلك رمي السهم أو الحربة أو الحجر».
ويؤكد ابن ملَكا هذه المعاني في موضع آخر من كتابه فيقول: «فبهذا يعلم أن لكل جسم طبيعي حيزاً طبيعياً، فيه يكون بالطبع، وإليه يتحرك إذا أزيل عنه، وهذا الحيز ليس هو للجسم بجسميته التي لا يخالف بها غيره من الأجسام، بل بصفة خاصة به هي طبيعية فقوة أو صورة خاصة بذلك الجسم، خصته بذلك الحيّز، وحركته إليه، فتلك الطبيعة الخاصة في ذلك الجسم مبدأ حركة بالطبع وسكون بالطبع، والتحريك النقلي المكاني إنما يكون عنها بعد سبب طارئ يخرج الجسم عن حيزه الطبيعي، فتحركه هي إليه».
يوضح ابن ملكا في هذا النص سمات الحركتين الطبيعية والقسرية، كما أنه يشير إلى وجود خاصية مدافعة الجسم عن بقائه على حاله، وهي بعض معاني القانون الأول للحركة، أو على وجه أصح قانون ابن سينا في الحركة والسكون.
- كمية الحركة: كتب ابن ملكا عن حركة التساقط الحر للجسم تحت تأثير قوة جذب الأرض له، وأشار إلى أن حركة الجسم تتزايد في السرعة كلما أمعن الجسم في هبوطه الحر، بحيث أن تأثيره يشتد مع طول المسافة المقطوعة، يقول ابن ملكا: «.. فإنك ترى أن مبدأ الغاية كلما كان أبعد، كان آخر حركته أسرع، وقوة ميله أشد، وبذلك يشج ويسحق، ولا يكون ذلك له إذا ألقي عن مسافة أقصر، بل يبين التفاوت في ذلك بقدر طول المسافة التي يسلكها..».

يقول د. الدفاع.. «هذا قول صحيح تماماً إذا إن سرعة الجسم الساقط سقوطاً حراً (أي تحت تأثير الجاذبية الأرضية فحسب) تتزايد بحسب المسافة التي يهبطها الجسم، وبالتالي فإن كمية حركتهٍ (وقد عبر عنها ابن ملكا بقوة الميل) تزيد ويشتد تأثيرها، فالحجر الساقط من علٍ كلما كان موضع بدء هبوطه أعلى كلما كانت شدة وقعه أقسى، فيشج ويسحق على حد تعبيره».
- التساقط الحر للأجسام: وقف علماء العرب والمسلمين على حقيقة تساقط الجسم تساقطاً حراًتساقطاً حراً تحت تأثير قوة جذب الأرض، متخذاً في ذلك أقصر الطرق في سعيه للوصول إلى موضعه الطبيعي، وهو الخط المستقيم، وفي هذا الشأن يقول ابن ملكا: «فكل حركة طبيعية فعلى استقامة»، ويقول في موضع آخر: «..ثم سماء بعد سماء، كل في حيزه الطبيعي، إلا أن هذه التي تلينا تسكن في أحيازها الطبيعية، وتتحرك إليها (إذا أخرجها مخرج عنها) حركة مستقيمة تعيدها في أقرب مسافة إليها على ما يرى..».

كذلك أيقن ابن ملكا أنه لولا تعرض الأجسام الساقطة سقوطاً حراً لمقاومة الهواء لتساقطت الأجسام المختلفة الثقل والهيئة بنفس السرعة، وبذلك يكون ابن ملكا أول من نقض القول المأثور عن أرسطو طاليس بتناسب سرعة سقوط الأجسام مع أثقالها، وهو قول خاطئ تماماً، فيكون ابن ملكا قد حقق سبقاً أكيداً في مجال حركة الأجسام تحت تأثير الجاذبية الأرضية قبل جاليلو جاليلي (1564 ـ 1642م) بحوالي خمسة قرون من الزمان.
ويقول ابن ملكا: «.. وأيضاً لو تحركت الأجسام في الخلاء، لتساوت حركة الثقيل والخفيف، والكبير والصغير، والمخروط المتحرك على رأسه الحاد، والمخروط المتحرك على قاعدته الواسعة، في السرعة والبطء، لأنها تختلف في الملء، بهذه الأشياء بسهولة خرقها لما تخرقه من المقاوم المخروق كالماء والهواء وغيره..».
- القانون الثاني للحركة: لعل أقرب ما توصل إليه علماء العرب والمسلمين من معاني ما تعارفنا على تسميته بالقانون الثاني للحركة، هو قول ابن ملكا: «وكل حركة ففي زمان لا محالة، فالقوة الأشدّية تحرّك أسرع، وفي زمان أقصر، فكلما اشتدت القوة ازدادت السرعة، فقصر الزمان، فإذا لم تتناه الشدة لم تتناه السرعة، وفي ذلك أن تصير الحركة في غير زمان وأشد، لأن سلب الزمان في السرعة نهاية ما للشدة».

يشير ابن ملكا في هذا النص إلى أن سلب الزمان في السرعة نهاية ما للشدة، كما قال د. الدفاع، «فابن ملكا لم يقل سلباً لزمان في قطع المسافة (ويعني ذلك زيادة السرعة، حيث السرعة تساوي المسافة مقسومة على الزمان»، وإنما قال سلب الزمان في السرعة، وهذه إشارة إلى التسارع (أو العجلة) حيث التسارع يساوي السرعة مقسومة على الزمان (أو هي على وجه الدقة معدل تغير السرعة بالنسبة للزمن).
ويتضح من هذه المعاني أن ابن ملكا يشير إلى تناسب القوة مع تغير السرعة بالنسبة للزمن، وهذا معنى قريب جداً من القول بتناسب القوة مع التسارع.
- القانون الثالث للحركة: يشير ابن ملكا إلى القانون الثالث للحركة في قوله: «إن الحلقة المتجاذبة بين المصارعين لكل واحد من المتجاذبين في جذبهما قوة مقاومة لقوة الآخر، وليس إذا غلب أحدهما فجذبها نحوه يكون قد خلت من قوة جذب الآخر، بل تلك القوة موجودة مقهورة، ولولاها لما احتاج الآخر إلى كل ذلك الجذب».

وهذا قول واضح في أن لكل فعل رد فعل مساوٍ له في المقدار ومعاكس له في الاتجاه، فالحلقة التي أشار إليها في المثال ما هي إلا جسم في حالة اتزان تحت تأثير قوتين متساويتين مقداراً متعاكستين اتجاهاً.

## اهتماماته في مجال الطب
يؤكد القفطي في كتابه «تاريخ الحكماء» وغيره، أن ابن ملكا كان موفق المعالجة، لطيف المباشرة، خبيراً بعلوم الأوائل، حسن العبارة، لطيف الإشارة، وقف على كتب المتقدمين والمتأخرى ن في الطب، واعتبرها واختبرها، فلما صفت لديه وانتهى أمرها إليه، صنف فيها كتاباً سماه المعتبر أخلاه من النوع الرياضي، وأتى فيه بالمنطق والطبيعي والإلهي، فجاءت عبارته فصيحة، ومقاصده في ذلك الطريق صحيحة، وهو أحسن كتاب صنف في هذا الشأن في هذا الزمان.
يقول المؤرخ الطبيب ابن أبي أصيبعة في كتابه «عيون الأنباء في طبقات الأطباء»: كان مبدأ تعلمه صناعة الطب أن أبا الحسن سعيد بن هبة الله بن الحسن كان من المشايخ المتميزين في صناعة الطب، وكان له تلاميذ عدة يتناوبونه في كل يوم للقراءة عليه، ولم يكن يقرئ يهودياً أصلاً، وكان أبو البركات يشتهي أن يجتمع به، وأن يتعلم منه، وثقل عليه بكل طريق، فلم يقدر على ذلك، فكان يتخادم للبواب الذي له، ويجلس في دهليز الشيخ يسمع جميع ما يقرأ عليه، وما يجري معه من البحث، وهو كلما سمع شيئاً تفهمه وعلقه عنده.
كان الشيخ الكبير يناقش ذات مرة مسألة مع طلبته محاولاً الحصول على الإجابة، فصعب ذلك على الشيخ وعلى تلاميذه. وبقوا مدة يتداولون هذه المسألة واحداً بعد الآخر، حتى ألهم الله أبا البركات بن ملكا حل هذا المشكل. فدخل ابن ملكا إلى الشيخ وقال: عن أمر مولانا أتكلم في هذه المسألة؟ فقال: قل إن كان عندك فيها شيء، فأجاب عنها بشيء من كلام جالينوس، وقال: هذا جرى في اليوم الفلاني من الشهر الفلاني، في ميعاد فلان، وعلق بخاطري من ذلك اليوم، فبقي الشيخ مستعجباً من ذكائه وحرصه، واستخبره عن الوضع الذي كان يجلس فيه، فأعلمه به، فقال: من يكون بهذه المثابة ما نستحل أن نمنعه من العلم، وقرَّبه من ذلك الوقت، وصار من أجلِّ تلاميذه.

## ابن ملكا والطب النفسي
مما اعتنى به ابن ملكا الطب النفسي، فعالج الأمراض النفسية التي تصيب الناس، وحاول جاداً أن يعالجها بالطريقة النفسية التي أدهش لها علماء الطب في العصر الحديث، فقد ذكر ابن أبي أصيبعة في عيون الأنباء... أن مريضاً ببغداد كان عرض له علة (الماليخوليا)، وكان يعتقد أن على رأسه دناً (وعاء كبير للخمر من الفخار)، وأنه لا يفارقه أبداً، فكان كلما مشى يتحايد المواضع التي سقوفها قصيرة ويمشي برفق، ولا يترك أحداً يدنو منه حتى لا يميل الدنُّ أو يقع عن رأسه، وبقي بهذا المرض مدة وهو في شدة منه، وعالجه جماعة من الأطباء ولم يحصل بمعالجتهم تأثير ينتفع به، إلى أن عُرض على ابن ملكا... ففكر في أنه ما بقي شيء يمكن أن يبرأ به إلا بالأمور الوهمية، فقال لأهله: إذا كنت في الدار فأتوني به، ثم إنه أمر أحد غلمانه بأن ذلك المريض إذا دخل إليه وشرع في الكلام معه، وأشار إلى الغلام بعلامة بينهما، أنه يسارع بخشبة كبيرة فيضرب بها فوق رأس المريض على بعد منه كأنه يريد كسر الدن الذي يزعم أنه على رأسه، وأوصى غلاماً آخر، وكان قد أعد معه دناً في أعلى السطح، أنه متى رأى ذلك الغلام قد ضرب فوق رأس صاحب الماليخوليا أن يرمي الدن الذي عنده بسرعة إلى الأرض. وكان ابن ملكا في داره، وأتاه المريض وشرع في الكلام معه وحادثه، وأنكر عليه حمله للدن، وأشار إلى الغلام الذي عنده من غير علم المريض فأقبل إليه، وقال والله لا بد لي أن أكسر هذا الدن وأريحك منه، ثم أدار تلك الخشبة التي معه وضرب بها فوق رأسه بنحو ذراع، وعند ذلك رمى الغلام الآخر الدن من أعلى السطح.
فكانت له جلبة عظيمة، وتكسر قطعاً كثيرة، فلما عاين المريض ما فعل به ورأى الدن منكسراً، تأوه لكسرهم إياه، ولم يشك أنه الذي كان على رأسه بزعمه، وأثر فيه الوهم أثراً برئ من علته تلك. قال ابن أبي أصيبعة عن عمله هذا: (وهذا باب عظيم في المداواة، وقد جرى أمثال ذلك لجماعة من الأطباء المتقدمين مثل جالينوس وغيره في مداواة الأمور الوهمية).

## جرأته في المداواة والعمليات الجراحية
اشتهر هبة الله بن علي بن ملكا بجرأته في مداواة المرض، فكان لا يتردد في أخذ القرارات في إجراء العمليات الجراحية الخطيرة، كما أنه كان ينصح طلابه بأن الطبيب الناجح إذا اقتنع بأن ليس لديه مناص من إجراء العملية الجراحية فإنه يجب أن لا يعطي المريض الانطباع في أنه ليس مقتنعاً، مما يجعل المريض متخوفاً، وربما يقوده تخوفه إلى صعوبة شفائه.
يذكر ابن أبي أصيبعة في عيون الأنباء.. أن ابن ملكا جاءه رجل به داحس، إلا أن الورم كان ناقصاً، وكان يسيل منه صديد، فحين رأى ذلك بادر إلى سلامية إصبعه فقطعها، فقال له تلاميذه: يا لقد أجحفت في المداواة، وكان يغنيك أن تداويه بما يداوي به غيرك، وتبقى عليه إصبعه، ولاموه وهو لا ينطق بحرف، وفي اليوم الثاني جاء رجل آخر مثل ذلك سواء، فأومأ إلى تلاميذه بمداواته، وقال افعلوا في هذا ما ترونه صواباً، فداووه بما يداوي به الداحس، فاتسع المكان وذهب الظفر وتعدى الأمر إلى ذهاب السلامية الأولى من سلاميات الإصبع، ولم يتركوا دواء إلا وداووه به أو علاجاً إلا وعالجوه به، وهو مع ذلك يزداد ويأكل الإصبع أسرع أكل، وآل أمره إلى القطع، فعرفوا حق قدره، وقال تلامذته: وفشى هذا المرض في تلك السنة، وغفل جماعة منهم عن القطع فتأذى أمر بعضهم إلى قطع اليد، وبعضهم إلى هلاك أنفسهم.

## دقته في التشخيص
ذكر القفطي في كتابه (تاريخ الحكماء) رواية تدل على دقته في التشخيص، وهي: إن ابن ملكا كان جالساً في مجلسه للإقراء، وعليه ثوب أطلس مثمن أحمر اللون من خلع السلجوقي، إذ دخل عليه رجل من أوساط أهل بغداد، وشكا إليه سعالاً أدركه وقد طالت مدته ولم ينجع فيه دواء، فأمره بالجلوس، وقال له: إذا سعلت شيئاً فلا تتفله حتى أقول لك ما تصنع، فجلس ساعة وقطع فاستدعاه إليه، وأدخل يده في كم ذلك الثوب الأطلسي وقال له: اتفل فيه، فتوقف خشية على موضع يده من الثوب، فتفل وضم ابن ملكا يده على ما فيها من الثوب والتفلة، وأخذ فيما الجماعة فيه من استفهام وإفهام ساعة، ثم فتح يده ونظر إلى الثوب وموضع التفلة منه ساعة يقلبه ويتأمله ثم قال لبعض الحاضرين: اقطع من هذه الشجرة نارنجة وأحضرها، وكان في داره شجرة نارنج حاملة، ففعل الرجل المأمور ذلك، فلما أحضر النارنجة قال للرجل الشاكي كل هذه، فقال أيها الحكيم متى أكلته مت، فقال: إن أردت العافية فقد وصفتها لك، فشرع الرجل وأكل منها أولاً فأولا إلى أن استنفدها، وقال له امض وانظر ما يكون في ليلتك، فمضى الرجل، ولما كان في اليوم الثاني حضر وهو متألم فقال ما جرى لك؟ قال: ما نمت لكثرة ما نالني من السعال، فقال لأحد الجماعة: أحضر لي نارنجة من تلك الشجرة إياها، فقال للشاكي: كلها أيضاً، فقال: إذا أكلتها ما يبقى في الموت شك، فقال: كلها فهي الدواء، فأكلها الرجل ومضى، فلما كان في اليوم الثالث جاء فسأله عن حاله، فقال: بت خير مبيت ولم أسعل، فقال له برأت ولله الحمد وإياك وأكل النارنج بعدها، وإن تأكل بعدها نارنجة أخرى يحصل لك ما لا يرجى لك برءه، وأمره بما يستعمل في المستقبل.
فلما خرج المريض من مجلسه سأله الجماعة عن السبب، فقال: أخذت تفلته في الثوب الأطلسي الأحمر وأحميتها في كفي ساعة، ونظرت فيها هل بقي بعدما تشربه الثوب مما تفل كالقشور والنخالة فلم أجده، ولو وجدته دلني على أن السعال من قرح إما في الرئة أو في الصدر، وكلاهما صعب، فلما لم أجد شيئاً من ذلك علمت أنه بلغم لزج زجاجي وقد لحج بقصبة الرئة وآلات التنفس، فأردت جلاءه من هناك، وأمرته بتناول النارنجة، فلما عاد إلي ووجد شدة علمت أنها قد جلت وقطعت ما هناك ولم تستنفده، فأمرته بتناول الأخرى فجلت ما بقي، ونهيته عن استعمال أخرى لئلا يقرح الموضع بكثرة الجلاء، فيقع فيما احترزنا منه، فاستحسن الحاضرون ذلك من صناعته اللطيفة.

## راجع أيضا
- السموأل بن يحيى المغربي
- حسداي بن شفروط